# Jutsu (Naruto)
En el anime Naruto, el jutsu es una técnica ninja que un ser humano ordinario difícilmente puede imitar naturalmente. Los jutsu dependen en algunas ocasiones de la manipulación del chakra normalmente por varios métodos siendo el más común se realizan los sellos de mano.
Los jutsu usualmente son producto de la canalización del chakra hacia cierta o ciertas partes del cuerpo a través del sistema circulatorio de chakra que es, al chakra, lo que es el sistema circulatorio regular a la sangre, permitiendo crear un efecto que de otro modo no sería posible sin la manipulación de chakra.El chackra se le puede considerar como energía espiritual manipulable en algunos casos por cierta cantidad de personas pero todas la poseen.

## Creación y concepto
El concepto de jutsu fue creado por Masashi Kishimoto con el fin de explicar las hazañas sobrehumanas que los ninjas ejercen en la serie. La intención que Kishimoto quiso plasmar en Naruto era la de dispersar el concepto que se tenía sobre los ninjas gracias a otras series de manga. El uso de los combos de manos reemplazaron los conjuros mágicos utilizados en otras fuentes y se inspiró en los movimientos ninja de algunos juegos de rol. Los combos de manos estaban basados en personajes del zodiaco chino que tenían una larga tradición en Japón, Kishimoto los usó específicamente para plasmar esa tradición.
Aunque el concepto de chakra es sacado de la mitología india, budismo y otras creencias religiosas, en una entrevista, Kishimoto explicó que no se había basado en ninguna de ellas para usar el chakra en Naruto. Según él, fue un término que aplicó para definir en concreto una habilidad ninja con la que usar los jutsu en Naruto.

## Chakra
Chakra (チャクラ chakura?) es la fuente de energía básica necesaria para que un ninja genere un jutsu en Naruto. Un ninja produce el chakra a través de la combinación de dos energías: la energía física (身精神エネルギー seishin enerugī?), que existe en todas las células del cuerpo que se juntan; y la energía espiritual, la cual se obtiene con experiencia y entrenamiento. Una vez creado, el chakra recorre el cuerpo de forma similar al sistema circulatorio y es descargado a uno de los 361 puntos diferentes, el chakra puede ser manipulado para crear efectos supernaturales, tales como caminar sobre las aguas.
Durante la segunda parte de la serie, se introduce el concepto de manipulación de la naturaleza (性質変化 seishitsu henka?), alterando la cualidad del chakra. La manipulación de la naturaleza permite al ninja, después de cierto entrenamiento, transformar su chakra en uno de los cinco elementos: tierra, agua, fuego, viento, y relámpago. Cada elemento es más fuerte y poderoso que el anterior; por ejemplo, el fuego es débil contra el agua, pero puede contrarrestar fácilmente los jutsu basados en el viento. Todo los ninjas tienen una especial atracción por uno de los cinco elementos, lo que les permite usar jutsus de ese tipo con mayor facilidad. Los ninjas con afinidad al fuego, en consecuencia, son capaces de resistir e inhalar el fuego antes que manipular el agua.
Un ninja calificado puede aprender cómo usar los otros elementos; los Jonin son incluso capaces de manipular dos elementos. Kakashi Hatake ha usado tres elementos diferentes en el manga de Naruto y cuatro en la versión de anime. Aunque estos ninjas pueden usar sus elementos diferentes y de modo separado con un pequeño esfuerzo, combinando los dos elementos es posible que un ninja que no tenga.

## Tipos de Jutsu y kekkei genkai
Los jutsu están divididos en tres categorías: ninjutsu, genjutsu, y taijutsu. Ninjutsu también tiene dos subcategorías: jutsu sellado y jutsu del sello maldito, ambos son usados para crear sellos con fines diversos. Dōjutsu, son habilidades ninja genéticas que se utilizan en los ojos, lo que les permite percibir chakra de una forma u otra. Al ser un subproducto de la específica Kekkei Genkai, los dōjutsus no se clasifican como uno de los principales tipos de Jutsu. No requieren el uso de sellos y, a veces en facilitar el uso o la defensa contra el genjutsu, taijutsu y ninjutsu y luego derrotar a su oponente. Todos los dōjutsu conocido también proporcionar al usuario con algunas habilidades únicas, como un campo ampliado de las capacidades de visión o predictivo. El uso de dōjutsu consume chakra mínimo o dependiendo del jutsu que uso incluso al tener una fuerte emoción o una gran cantidad de chakra en batalla el dojutsu brilla manifestando más su poder, peligrosidad y/o habilidad.
Senjutsu, es un concepto introducido en la segunda parte de la serie, usa tres tipos de energía: las energías mentales y físicas de un shinobi y la energía de la naturaleza. Canalizando la energía de la naturaleza, el creador del senjutsu puede incrementar notoriamente el poder de sus otros jutsu. Las habilidades Kekkei genkai son características genéticamente heredadas que permiten crear técnicas únicas.
Los jutsu se clasifican según la dificultad que se tenga para elaborarlos, uno de clase E denota técnicas básicas mientras que uno de tipo S hace referencia a un jutsu que requiere años de práctica para dominarlo. Un jutsu de tipo S no es necesariamente más eficaz que las habilidades de tipo E, la efectividad de un jutsu se basa en la habilidad individual. Además de los seis tipos de clasificaciones, un jutsu puede recibir también, uno de los dos tipos informales. Los jutsu "Secretos" (秘伝 hiden?) que pasan de generación en generación dentro de un clan. Esos jutsu no están clasificados porque nadie fuera de ese clan sabe usarlo. Las "Técnicas prohibidas" (禁術 kinjutsu?), por otra parte, se encuentran en uno de los seis tipos principales, pero con la excepción de que son prohibidas y no se pueden aleccionar. Una técnica puede ser categorizada como prohibida si esta causa daños severos al que la utiliza, como por ejemplo, abrir las ocho puertas, o si las técnicas son oscuras o siniestras en la naturaleza, como las usadas por Orochimaru.

### Ninjutsu
Se refiere mayormente a cualquier técnica que haga uso de chakra y que permite al usuario realizar cosas que en otras circunstancias sería incapaz de hacer. Al contrario del genjutsu , que hace que el enemigo vea ilusiones, los ataques del ninjutsu, son reales. El ninjutsu, la mayoría de las veces para ser efectivo necesita realizar una serie de sellos con las manos (cada sello muestra un animal diferente del zodiaco chino). Para poder moldear el chakra que se necesita para poder realizar la técnica se debe seguir una secuencia de sellos, los cuales para una misma técnica pueden variar dependiendo del usuario: si es novato, tendrá que realizar más sellos o la secuencia completa, mientras que uno con más experiencia lo realiza con una secuencia más corta. También encontramos algunos ninjutsu los cuales podríamos clasificar como jutsu de elementos, en estos casos se hace uso de un elemento (agua, viento, fuego, tierra y eléctricos) específicos(algunos elementos como madera o hielo son producto de la unión de dos elementos, así uniendo tierra y agua se obtiene madera y uniendo viento y agua se obtiene hielo).
Éstos jutsus son generalmente de ataque a distancia, pero como se ha visto a lo largo de la serie hay muchos Ninjutsus que son de ataque físico, como el Chidori, pero se diferencian del Taijutsu porque a diferencia de este se necesita moldear chakra para generar esferas o instrumentos hechos del mismo y a menudo adicionarle un elemento para que aumente la fuerza al golpear. Así mismo se ha visto que muchos Ninjutsus como el Rasengan y sus demás variantes se pueden usar a distancia y cuerpo a cuerpo.

### Genjutsu
Técnicas que usan el chakra en el sistema nervioso de las víctimas para crear ilusiones; es un intelectualmente avanzado ninjutsu. Aquellos con habilidades especiales, como el Clan Uchiha con su Sharingan o los que cuentan con una inteligencia superior, se les hará más fácil el ejecutar los genjutsu, ya que prestarle atención a los detalles es un factor clave. El más común de los genjutsu es la simple creación de fantasmas, causando que la víctima oiga, vea, pruebe o tenga sensaciones que realmente no están sucediendo para lograr manipularlo. En otras palabras, el genjutsu afecta principalmente los cinco sentidos, aunque existen otras aplicaciones del genjustu.
El mayor usuario del genjutsu es Shisui Uchiha con su sharingan y su técnica de genjutsu más poderosa: el Kotoamatsukami.

### Taijutsu
Se refiere a cualquier técnica que sea con ataques normales como puñetazos o patadas. Rara vez el usuario de taijutsu usa el chakra como parte de sus ataques así como Rock Lee usa su Loto Primario y El Loto Inverso.
El Taijutsu se utiliza rara vez, un ejemplo es cuando naruto utiliza las katas de rana, ese jutsu solo se utiliza usando los taijutsu.
Cómo se ha podido observar los usuarios de Taijutsu al tener que someterse a entrenamientos más rigurosos para que su fuerza física aumente de forma que pueda causar daños tan grandes como los Ninjutsus y Genjutsus, ante la casi imposibilidad de esto de formas convencionales utilizan el chakra o técnicas relacionadas directa o indirectamente con este para aumentar su fuerza y velocidad cómo la apertura de las Puertas de Chakra por parte de Rock Lee y Might Guy y la Armadura de Rayo por parte del Raikage, también a pesar de que el Taijutsu se relaciona directamente con la lucha cuerpo a cuerpo con puños y patadas, usuarios del Taijutsu como los pertenecientes al Clan Hyuga, usan el Juken o Puño Suave, que a diferencia del resto de técnicas se basa en ligeros pero firmes y rápidos golpes con las palmas de las manos, que normalmente harían poco daño a un oponente, pero usan el moldeo de Chakra para imbuir sus manos con chakra y de esa forma introducirlo en los Tenketsus o puntos de chakra del cuerpo para colapsarlos a la vez que dañan los órganos vitales adyacentes, pero se añade que esa técnica es exclusiva del Clan Hyuga por el uso de su Dojutsu el Byakugan, el cual es un Kekkei Genkai, que permite ver el sistema circulatorio de chakra para golpear los pequeños puntos de chakra que de otra manera son invisibles.
(Kenjutsu) 
el arte de la espada, la mayoría de Los usuarios son samuráis pero hay excepciones como hayate , los 7 espadachines de la niebla